# 鈴木いづみ
鈴木 いづみ（すずき いづみ、1949年7月10日 - 1986年2月17日）は、日本の作家、女優である。女優としての芸名に浅香 なおみ（あさか なおみ）がある。

## 人物・来歴
1949年、静岡県伊東市生まれ。
1968年、静岡県立伊東高等学校卒業後、キーパンチャーとして伊東市役所に勤務。その傍ら同人誌に参加していたが、『ボニーのブルース』が小説現代新人賞の候補になったのをきっかけに、1969年、退職して上京。ホステスやヌードモデル、ピンク女優を経て、1970年に『声のない日々』で第30回文學界新人賞候補となり、以後作家として活動する。
1973年にアルトサックス奏者阿部薫と結婚し、一女をもうける。1975年に初のSF小説「魔女見習い」が眉村卓の仲介により『SFマガジン』に掲載される。1977年、阿部と離婚。翌年、薬物の過剰摂取で阿部は急死する。その後はSF雑誌を中心に小説を書いていたが、やがて健康を損ねて生活保護を受けるようになる。1986年、自宅で首吊り自殺する。36歳没。 
1992年、鈴木と阿部を描いた、稲葉真弓の実名小説『エンドレス・ワルツ』が刊行される。翌年、当時16歳だった鈴木の長女がプライバシー侵害と名誉棄損で民事提訴した。1995年、若松孝二監督による映画『エンドレス・ワルツ』が公開された。鈴木いづみ役は広田玲央名が演じた。

## 著作
- 『愛するあなた』現代評論社 1973
- 『あたしは天使じゃない』ブロンズ社 1973
- 『残酷メルヘン』青娥書房 1975
- 『女と女の世の中』ハヤカワ文庫 1978
- 『いつだってティータイム』白夜書房 1978
- 『感触』広済堂出版 1980 （のちに「タッチ」と改題し、文遊社で再刊）
- 『恋のサイケデリック!』ハヤカワ文庫 1982
- 『ハートに火をつけて! だれが消す』三一書房 1983
- 『私小説』荒木経惟共著 白夜書房 1986.9  
  - 『鈴木いづみ写真集 IZUMI,this bad girl.』荒木経惟＋鈴木いづみ 文遊社 2025
- 『声のない日々 鈴木いづみ短編集』文遊社 1993
- 『鈴木いづみコレクション 1-8』文遊社 1996-98
  - 『長編小説 ハートに火をつけて！ だれが消す』
  - 『短編小説集 あたしは天使じゃない』
  - 『SF集1 恋のサイケデリック！』
  - 『SF集2 女と女の世の中』
  - 『エッセイ集1 いつだってティータイム』
  - 『エッセイ集2 愛するあなた』
  - 『エッセイ集3 いづみの映画私史』
  - 『対談 男のヒットパレード』
- 『いづみの残酷メルヘン』文遊社 1998
- 『いづみ語録』鈴木あづさ,文遊社編集部編 文遊社 2001
- 『鈴木いづみセカンド・コレクション 1-4』文遊社 2004
  - 『短編小説集 ペリカンホテル』
  - 『SF集　ぜったい退屈』 - バーソ・ブックスで2021年4月に英訳
  - 『エッセイ集1　恋愛嘘ごっこ』
  - 『エッセイ集2　ギンギン』
- 『鈴木いづみプレミアム・コレクション』文遊社 2006
- 『契約 鈴木いづみSF全集』文遊社 2014

## 映像作品
- 『理由なき暴行 現代性犯罪絶叫篇』 : 監督若松孝二、製作若松プロダクション、配給葵映画、1970年1月公開 - 出演、「浅香なおみ」名義
- 『銭ゲバ』 : 監督和田嘉訓、製作近代放映、配給東宝、1970年10月31日公開 - 出演・綾子役、「鈴木いずみ」名義
- 『書を捨てよ町へ出よう』 : 監督寺山修司、製作: 人力飛行機舎・ATG、1971年4月24日公開 - 出演・女医役、「鈴木いずみ」名義
- 『家獣』 : 監督青山定司、製作: シネマギルド花魁譚、1979年10月3日公開 - 出演、「鈴木いずみ」名義